# Zipline
Zipline est une société américaine de livraison de produits médicaux qui conçoit, fabrique et exploite des drones de livraison. La société exploite des centres de distribution au Rwanda, au Ghana, au Japon, et aux États-Unis, avec des accords signés pour commencer le service au Nigeria, en Côte d'Ivoire, et au Kenya. En avril 2022, ses drones avaient effectué plus de 20 millions de kilomètres de vols et 275 000 livraisons.
Les drones de la société livrent du sang, des plaquettes, du plasma congelé et du cryoprécipité ainsi que des produits médicaux, notamment des vaccins, des perfusions et des produits médicaux courants. En septembre 2021, plus de 75 % des livraisons de sang au Rwanda en dehors de Kigali utilisent des drones Zipline. En avril 2019 au Ghana, la société a commencé à utiliser des drones pour livrer des vaccins, du sang et des médicaments. De plus, lors de la pandémie de COVID-19 en 2020, la Federal Aviation Administration (FAA) des États-Unis a accordé une dérogation en vertu de la partie 107 à l'organisation partenaire de Zipline, Novant Health, pour la livraison de fournitures médicales et d'équipements de protection individuelle (EPI) aux établissements médicaux de Caroline du Nord.
Avec neuf autres sociétés de livraison de drones, la FAA a sélectionné Zipline pour participer à un programme de certification de type pour les drones de livraison.

## Histoire
En 2011, Keller Rinaudo a fondé Romotive, qui a produit un jouet robotique contrôlé par iPhone appelé Romo. En 2014, Romotive a fermé et l'entreprise s'est concentrée sur la livraison de fournitures médicales à l'aide de drones. Les cofondateurs Keenan Wyrobek et William Hetzler ont rejoint l'entreprise à ce moment.
En 2016, Zipline a signé un accord avec le gouvernement rwandais pour construire un centre de distribution près de Muhanga.
En avril 2018, Zipline a annoncé un drone de deuxième génération, qui figurait sur la liste des "Meilleures inventions de 2018" de Time. En avril 2019, Zipline a ouvert le premier de ses quatre centres de distribution prévus au Ghana pour approvisionner 2 500 établissements de santé. Le quatrième centre de distribution ghanéen est devenu opérationnel en juin 2020.
En mai 2019, Zipline a attiré 190 $ millions, lui donnant sur une valorisation de 1,2 milliard $ . En septembre 2019, le musicien Bono a rejoint le conseil d'administration. Selon Rinaudo : « La santé rurale est un défi dans tous les pays du monde, y compris aux États-Unis... Vous voyez maintenant des pays beaucoup plus grands et plus riches comme les États-Unis qui utilisent le Rwanda comme modèle. CNBC mentionne régulièrement Zipline dans sa liste Disruptor 50.
En novembre 2020, Zipline et d'autres fabricants ont commencé une certification de navigabilité auprès de la FAA qui permettrait à leur modèle de drone «Sparrow» de voler aux États-Unis,. En février 2021, Zipline a annoncé qu'elle ajoutait des congélateurs à très basse température à ses centres de distribution pour leur permettre de livrer des vaccins COVID-19 sensibles à la température
En mai 2021, Bloomberg a annoncé que Zipline livrerait des vaccins dans l'État de Cross River et dans l'État du nord de Kaduna au Nigeria. Le mois suivant, Zipline a attiré 250 $ millions de nouveaux financements, montant sa valorisation à 2,75 milliard $.
En avril 2022, la société a annoncé qu'un partenaire, Toyota Tsusho, avait ouvert un centre pour effectuer des livraisons à l'aide d'équipements Zipline au Japon.

## Opération
La société conçoit et fabrique ses drones, et construit et exploite ses centres de distribution, qui servent également d'aéroport de drones. Le personnel médical des hôpitaux et des cliniques éloignés passe des commandes auprès de Zipline, un opérateur d'exécution reçoit cette commande et prépare les produits médicaux dans un colis de livraison spécial avec un parachute.
Un opérateur de vol Zipline emballe ensuite les produits médicaux dans un drone et effectue des vérifications avant le vol. Le drone est ensuite lancé avec un lanceur catapulte électrique alimenté par un supercondensateur et accélère de 0 à 113 km/h en 0,33 seconde. Le drone vole ensuite de lui-même vers son site de livraison tandis qu'un pilote à distance à chaque centre de distribution surveille tous les drones en vol. Le drone descend à 20-35 m avant de larguer le colis avec un parachute en papier. Une charge utile peut atterrir dans une zone d'atterrissage de 5 m de diamètre. Le drone retourne ensuite au centre de distribution et atterrit grâce à un engin d'arrêt. Un centre de distribution Zipline peut livrer des fournitures médicales de manière fiable partout dans un rayon de 80 km, même en terrain montagneux ou par des conditions météorologiques extrêmes.

## Spécifications des drones
Le drone croise à 100 km/h à une altitude de 80 à 120 m au-dessus du niveau du sol, garantissant que les livraisons sont effectuées dans les 45 minutes. Le drone peut transporter jusqu'à 2 kg de fret. Il peut voler 300 km (186 mi) sur une charge mais, ils se limitent à des destinations d'un maximum de 80 km (50 mi). Chaque centre de distribution est capable d'effectuer 500 livraisons par jour.
Les drones ont une batterie rapidement remplaçable qui permet une rotation rapide entre les vols. Il a un cadre intérieur en fibre de carbone et une coque extérieure en polystyrène. L'envergure est 3,4 m.
Les drones ont deux hélices pour la redondance et peuvent voler en toute sécurité sur une seule hélice ou un seul moteur. Un parachute qui ramènera le drone au sol peut être déployé si un ensemble plus important de défauts se produit. Si le drone s'écrase, les composants extérieurs sont fragiles, se brisant pour libérer de l'énergie et percuter le sol avec moins de force.